# آخرین تصمیم
آخرین تصمیم (به هندی: Aakhari Decision) و (به انگلیسی: The last decision) فیلمی هندی محصول سال ۲۰۱۰ و به کارگردانی کی. پی کومران است. در این فیلم بازیگرانی همچون پال سیدو، سومونا چاکراوارتی، آنانت جوگ و ناگش بونساله ایفای نقش کرده‌اند.